# 포트 블리스

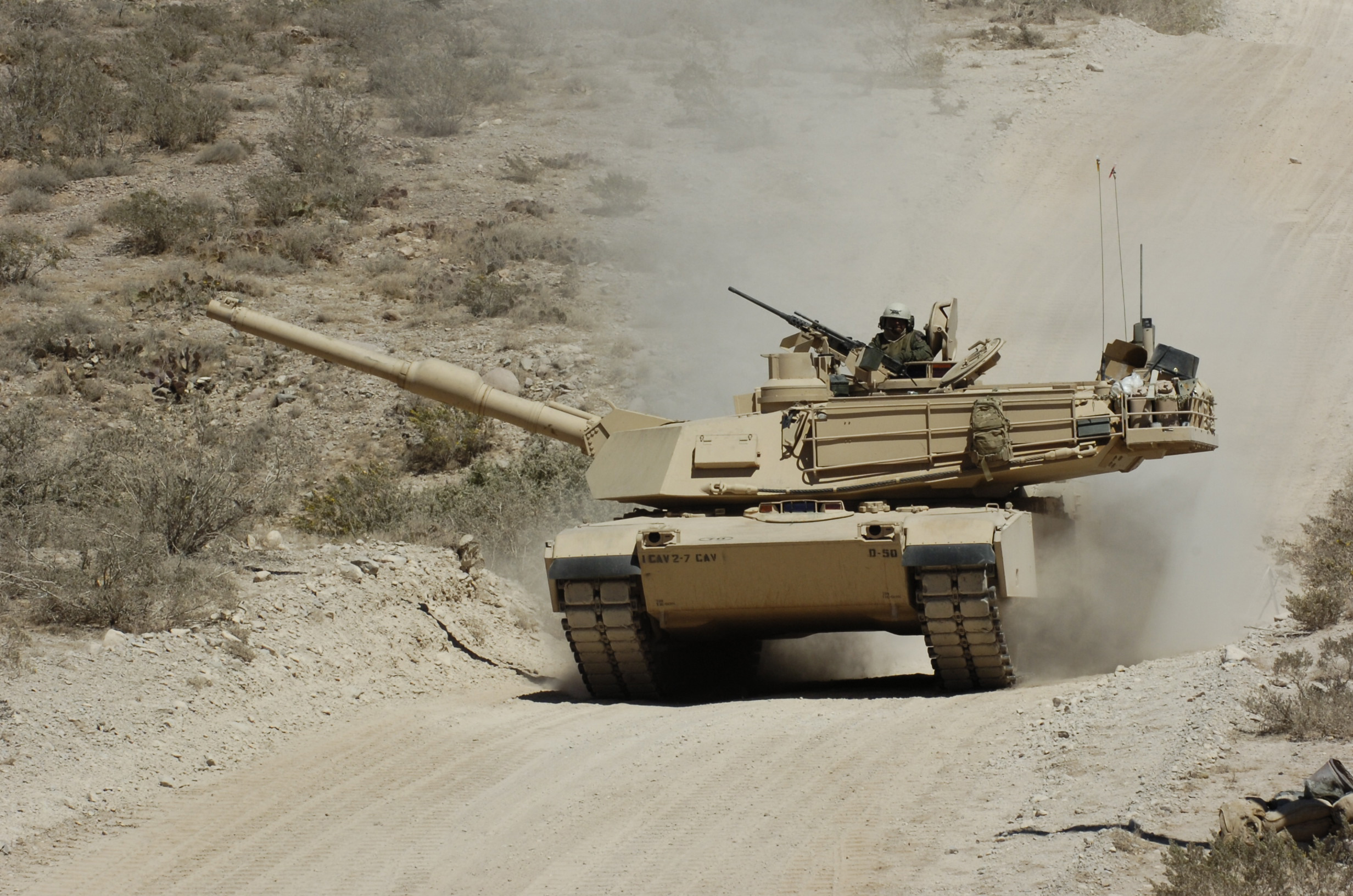

포트 블리스(Fort Bliss)는 미국 뉴멕시코주와 텍사스주에 설치된 미군 기지이다. 사령부는 텍사스 엘 파소에 있다.
면적 4,400 km²으로, 미군 최대 군사시설인 인근의 화이트 샌드 미사일 레인지에 이어 2번째로 큰 군사시설이다. 기지의 경계는 링컨 국유림, 화이트 샌드 미사일 레인지와 닿아있다.
제2차 세계 대전 시기에 미국의 첫 기갑사단인 제1기갑사단이 배치되어 있다.

## 역사
1846년, 알렉산더 도니판 대령이 이끄는 미주리 지원병 제1연대는 엘 브리자토 전투, 새크라멘토 강 전투에서 멕시코군에 승리했다. 당시는 멕시코-미국 전쟁을 하던 때다. 1848년 11월 7일, 전쟁부 장관 명령 제58호는 그 지역에 군사기지 설치를 명령했다.

## 주둔
- 포트 블리스 주둔지 사령부
- 제1기갑사단
- 제32육군방공미사일방어사령부
- 합동현대화사령부
- 제5기갑여단
- 동원여단
- 제93군사경찰대대
- 제407육군야전지원대대
- JTF 노스

## 시설
- 윌리엄 비몬트 육군의료원
- 빅스 육군 비행장
- 맥그레거 사격장
- 돈나 안나 사격장
- 대륙 보충소
- 북부 훈련장
- 남부 훈련장